# Landstände des Kurfürstentums Trier
Die Landstände des Kurfürstentums Trier bestanden seit dem ausgehenden Mittelalter und endeten erst mit dem Reichsdeputationshauptschluss.

## Geschichte
Das Kurfürstentum Trier war eine Wahlmonarchie. Das Domkapitel wählte den Bischof, Bischof und Domkapitel bildeten damit den Kern der Herrschaft in Kurtrier. Das Domkapitel bestand aus lokalen Adligen. Ihre Machtstellung wurde dadurch gesichert, dass der neu zu wählende Bischof dem Kapitel Rechte und Pfründe in vor der Wahl abzuschließenden Wahlkapitulationen zusicherte. Im Rahmen der Bischofswahl des Jahres 1456 kam es zu mehreren erfolglosen Wahlgängen und es drohte ein Schisma durch die Wahl zweier Kandidaten. Daher trafen sich die Ritterschaft und die Vertreter der damals 11 Städte zu einem wilden Landtag auf dem sie sich auf Johann II. von Baden einigten und in dessen Wahlkapitulation forderten, dass dieser sich verpflichten müsse, dem Wohle des Landes (und nicht des Kapitels) zu dienen und die Landstände anzuerkennen. Am 26. April 1457 unterzeichnete der gewählte Bischof diese Wahlkapitulation.
Am 8. März 1501 erweiterte Johann II. von Baden die Landschaft (als Synonym für Landstände) um Vertreter des Klerus, jedoch ohne die Mitglieder des Domkapitels. Damit bestanden die Landstände aus den drei Kurien der Geistlichkeit, der Ritterschaft und der Städte. Der Erzbischof verpflichtete sich, die Landstände alle zwei Jahre im Zeller Hamm zusammenzurufen, die Stände verpflichteten sich, auch außerordentlichen Landtagen beizuwohnen.
Auf dem Landtag von 1548 kam es zu einem Eklat. Die Ritterschaft verweigerte die Zahlung der Reichstürkenhilfe sowie der Landesabgaben unter Bezug auf deren Reichsunmittelbarkeit und Reichsheerfahrtspflicht. Die Ritterschaft blieb auch den Tagungen des Rheinischen Ritterkreis 1547 und 1564 fern und betrieb eine Schaukelpolitik zwischen Landesherrschaft und Reich. 1577 klagte Kurtrier erfolglos vor dem Reichskammergericht auf die Feststellung der Landesherrschaft. Damit bestanden die Landstände nur noch aus den Kurien der Geistlichkeit und der Städte. Ab 1729 bestand wieder eine Kurie der Ritterschaft auf den Landtagen. Grundlage war ein Rezess in dem die Steuerfreiheit der Ritterschaft festgeschrieben wurde. Der weltliche Stand war mit dieser Regelung nicht einverstanden. Erneut ließ der Kurfürst die Landtagsteilnehmer einsperren, bis diese der Regelung zustimmten.
Im Zeitalter des Absolutismus wurden die Landstände allgemein als Begrenzung der landesherrlichen Macht wahrgenommen und die Landesherren versuchten, die Rechte der Stände zurückzudrängen. 1625 weigerten sich die geistlichen Stände, einer Steuererhöhung zuzustimmen. Philipp Christoph von Sötern ließ die Landstände daraufhin von seinem Militär festnehmen und solange einsperren, bis diese dem Landtagsabschied zugestimmt hatten. 1628 verfuhr er genauso mit dem Vertreter der Stadt Trier. Gegen diese Maßnahmen richtete sich eine Klage der Stände vor dem Reichshofrat im Jahr 1630.
Nach der Französischen Revolution brachen in Kurtrier unsichere Zeiten an. Im Ersten Koalitionskrieg befand sich Trier durch seine Nähe zu Frankreich in großer Gefahr. Der Landtag vom 24. Dezember 1791 rief den Kurfürsten zur Einhaltung der Neutralität auf. Nach der Besetzung Kurtriers 1792 verhandelte der Syndikus des weltlichen Standes Peter Ernst von Lassaulx mit den Franzosen und wurde daraufhin von Kurtrier des Hochverrats bezichtigt. Mit der Besetzung des Linken Rheinufers 1792 endete die Geschichte des Kurstaates und damit auch der Landstände faktisch. Am 26. November 1797 schickte der Syndikus von Lassaulx dem Kurfürsten im Auftrag der Stände einen Entwurf einer Verfassung, der jedoch durch die Annexion des Linken Rheinufers durch die Franzosen nicht mehr umgesetzt wurde. Zwischen 1798 und 1800 arrangierten sich die ehemaligen Ständevertreter mit den Franzosen. 
Auf der rechten Rheinseite verblieb ein Rest der Landstände aus den Bürgermeistern von Limburg und Montabaur und Deputierten der sieben rechtsrheinischen Ämtern. Bis zum endgültigen Ende des rechtsrheinischen Kurtrier im Jahr 1802 traten sie aber nicht mehr zu Landtagen zusammen. Nach dem Reichsdeputationshauptschluss kamen die Reste des Kurstaates überwiegen zu Preußen und zum Herzogtum Nassau. Nach den Befreiungskriegen entstanden dort der Provinziallandtag der Rheinprovinz bzw. die Landstände des Herzogtums Nassau als ständische Volksvertretungen.

## Organisation
Die Kurie der Geistlichkeit bestand aus den 14 Kollegiatstiften, den 11 Männerklostern, den Landkapiteln, dem Rektor des St. Nikolaus-Hospitals und den Beichtvater von St. Irminen. Der Stand der Städte bestand aus den Hauptstädten Trier und Koblenz und zwölf weiteren Städten sowie Vertretern der Kirchspiele. Da diese sich die Reise zu den Landtagen meist nicht leisten konnten, ließen sie sich vielfach durch die Deputierten der benachbarten Städte vertreten. Die Städte waren Boppard, Oberwesel, Limburg, Montabaur, Münstermaifeld und Mayen im Niederstift und Zell, Cochem, Bernkastel, Wittlich, Pfalzel und Saarburg im Oberstift.
Der Landtag beriet über eine Proposition (Beschlussvorlage) des Kurfürsten. Diese musste zunächst vom Domkapitel bestätigt werden. Die Landtage wurden dann von der Kanzlei des Kurfürsten eingeladen und fanden meist in Trier oder Koblenz, selten auch in Wittlich oder Ehrenbreitstein. Auf der feierlichen Landtagseröffnung trug der Kanzler die Proposition vor. Über diese berieten die beiden Kurien getrennt. Die Beratung des geistlichen Standes wurde vom Primas von St. Matthias bzw. ab 1669 der Abt von St. Maximin geleitet. In der zweiten Kurie führte der Bürgermeister von Trier den Vorsitz. Eine Mitwirkung am trierschen Landrecht durch die Stände erfolgte nicht. Kern der Kompetenzen war die Steuerbewilligung.

## Die ständischen Ausschüsse
Da das Zusammentreten der Landtage aufwendig war, wurden je Kurie drei Ausschüsse eingerichtet: ein ständischer Ausschuss für die Verhandlungen mit dem Landesherren, ein Rechnungsprüfungsausschuss und ein ständiger Ausschuss, der die laufenden Geschäfte führte. Dieser dritte Ausschuss des weltlichen Standes bestand aus den Bürgermeistern und den Stadträten der Hauptstädte Trier und Koblenz jeweils für das Ober- bzw. Unterstift. Beim geistlichen Stand bildeten die Äbte der vier Trierer Benediktinerklöster, die Stiftsdechanten von St. Paulin, St. Simeon und Pfalzel, dem Prior der Kartause St. Alban, dem Dechant des Trierer Burdekanates und dem den Beichtvater von St. Irminen den Ausschuss für das Oberstift. Im Unterstift waren dies die Äbte von Maria Laach, Rommersdorf und Sayn, die Stiftsdechanten von St. Castor, St. Florin und Maifeld sowie dem Prior der Kartause Koblenz.